# Бульдаджи
Бульдаджи́ (перс. بلداجي‎) — город на юго-западе Ирана, в провинции Чехармехаль и Бахтиария. Входит в состав шахрестана Боруджен.
На 2006 год население составляло 10 905 человек.

## География
Город находится на востоке Чехармехаля и Бахтиарии, в горной местности центрального Загроса, на высоте 2 242 метров над уровнем моря.
Бульдаджи расположен на расстоянии приблизительно 50 километров к юго-востоку от Шехре-Корда, административного центра провинции и на расстоянии 410 километров к югу от Тегерана, столицы страны.